# Maják Ventės rago
Maják Ventės rago (litevsky Ventės rago švyturys) je maják na mysu Ventės ragas v deltě řeky Němen v Klaipėdském kraji v Litvě, která ústí do Kurské laguny. Maják z roku 1863 není činný, je technickou památkou Litvy a je využívána jako rozhledna.

## Popis
Poprvé byl na mysu postaven dřevěný maják v roce 1837 s olejovou lampou. Chátrající věž nahradila v roce 1860 osmiboká věž z režného cihlového zdiva. Je červená, ochoz a lucerna jsou bílé. Ve věži je točité schodiště s kovovou dekorací. Věž je propojená se strážním domkem.
V letech 1863–1873 byl postaven plavební Vilémův kanál, který propojuje řeku Minija s Klaipėdou. Sloužil k propojení řeky Němen s přístavním městem Klaipėda a zabránil tak nebezpečné cestě přes Kurský záliv. Se snížením intenzity dopravy byl maják deaktivován. V roce 1880 byla u majáku postavena hydrologická stanice.
Pro veřejnost je přístupný a slouží jako vyhlídková věž, ze které je vidět Kurská laguna, Kurská kosa a ostrov Rusnė. V roce 2013 byla vydána poštovní známka s obrázkem majáku.

## Ornitologická stanice
Maják s obytnou budovou je součástí ornitologické stanice založené v roce 1929, která je umístěna v budově bývalé hydrologické stanice.

## Data
- Výška věže: 11 m
- Výška světla 13 m n. m.[5][6]
- Charakteristika: LFl W 8s, dosvit 1,5 nm (2,8 km)
- ARLHS: LIT-008
- NGA: 11996
- LSTA: 0049[7]

## Galerie

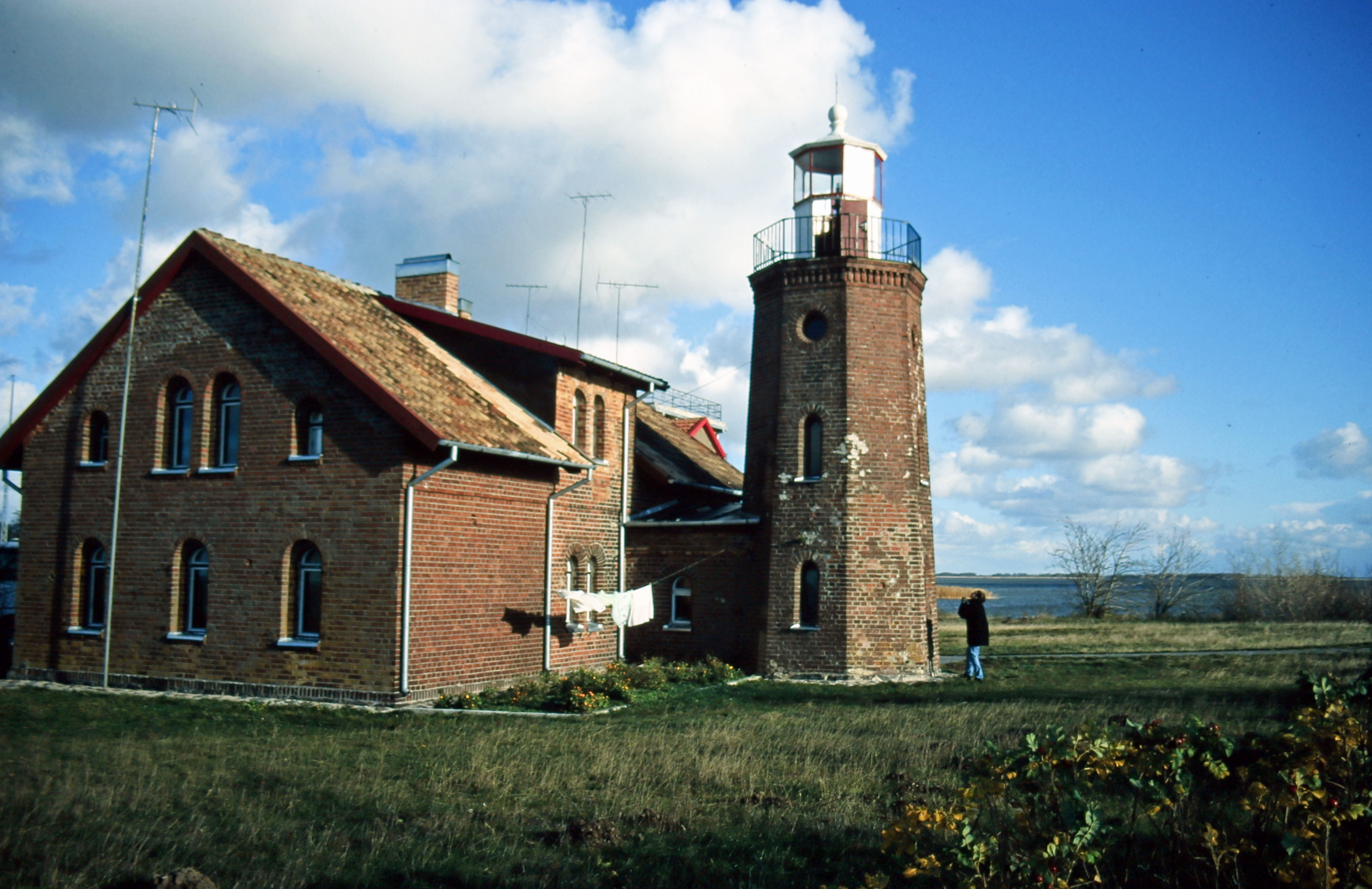
Maják
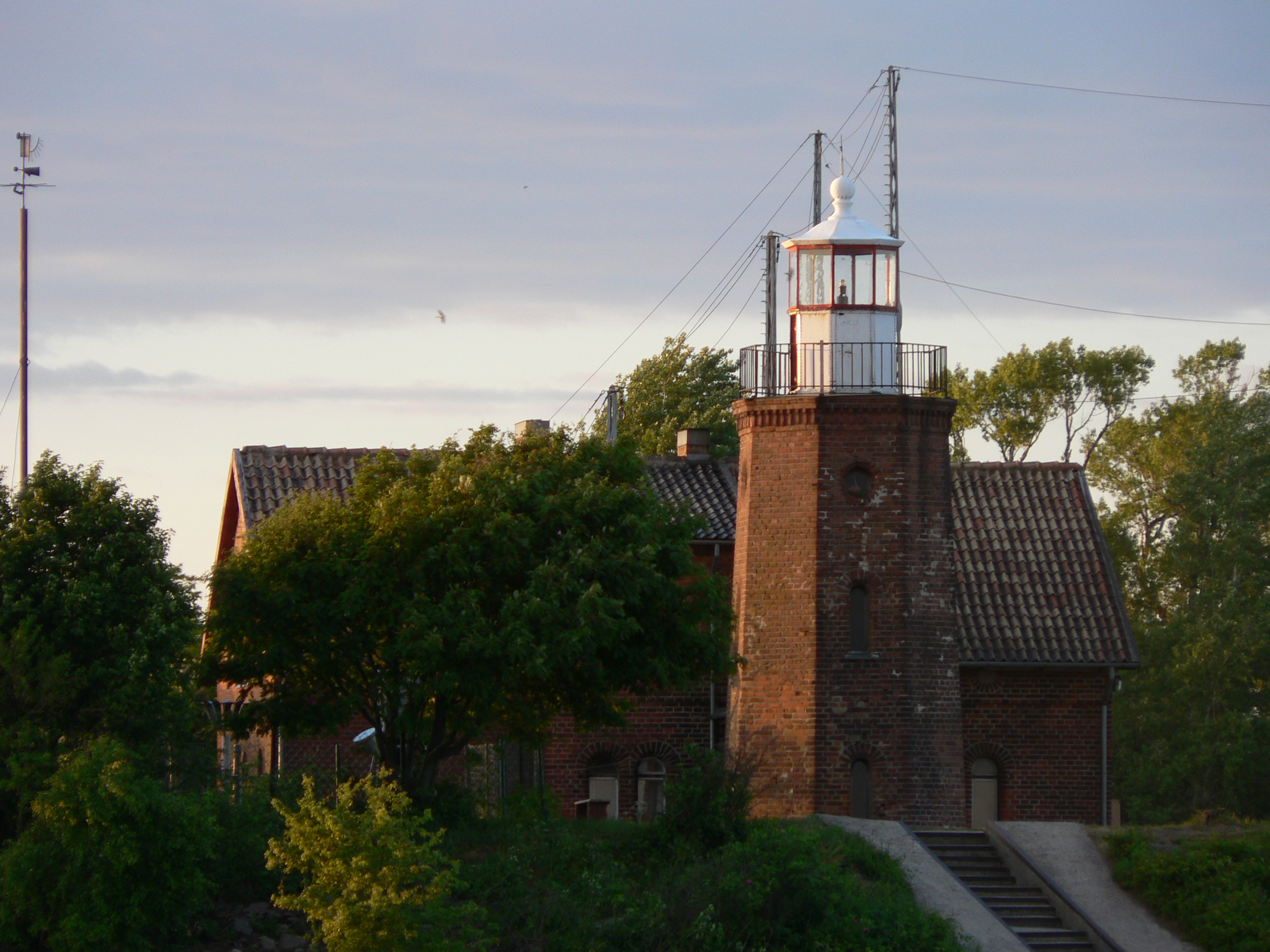
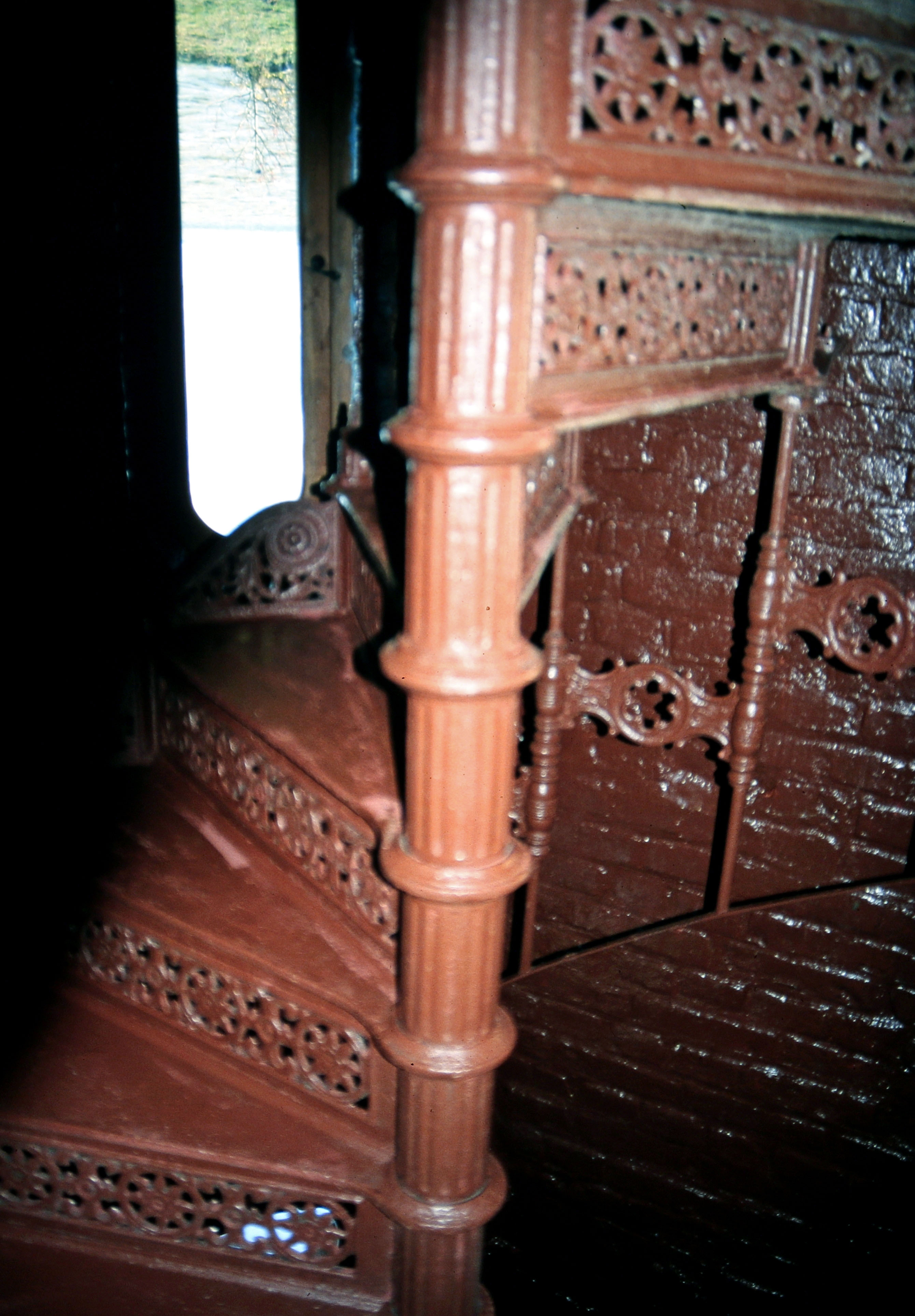
Točité schodiště v majáku
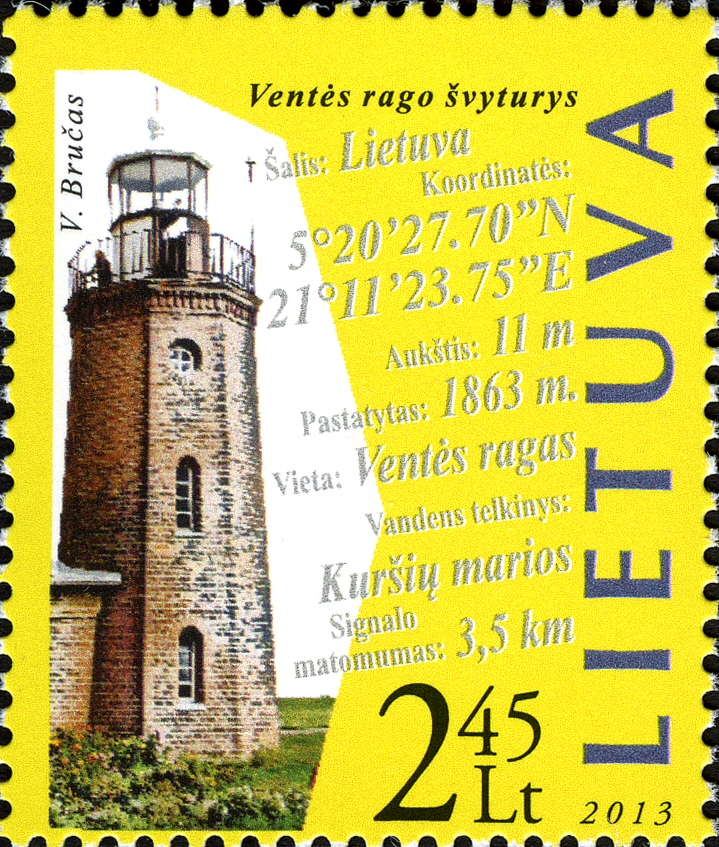
Maják na poštovní známce